# Venom Games
Venom Games, Ltd. — британская компания, разработчик компьютерных и видеоигр.

## История
Venom Games была основана в январе 2003 года в Ньюкасл-апон-Тайне, после распада Rage Software, членами команды разработчиков, ответственных за Rocky 2002 года. Take-Two Interactive приобрела компанию в сентябре 2004 года за $1.295 м. Компания потом была закрыта в июле 2008 года, разработав несколько игр.

## Игры
- Rocky Legends (2004) (PlayStation 2, Xbox)
- Prey (2006) (порт на Xbox 360)
- Don King Presents: Prizefighter (2008) (Xbox 360)